# Ecoclube Valinhos Ambiental
O EVA, ou Ecoclube Valinhos Ambiental é uma ONG (Organização não-governamental) que atua nos problemas do meio ambiente do município de Valinhos e região.
Os Ecoclubes são organizações da sociedade civil, democrática, constituída por pessoas comprometidas com a preservação do Meio Ambiente. Os Ecoclubes articulam ações com outras instituições da comunidade em busca da melhor qualidade de vida dos seres vivos.

## Histórico
O movimento de Ecoclubes foi iniciado na Argentina no ano de 1992. Com o crescimento e adesão ao movimento por outras cidades e províncias da Argentina, em 1997 o movimento chega ao Chile, contabilizando 42 Ecoclubes. Em 1998 o Panamá cria seus primeiros grupos. Em 1999, são conformados Ecoclubes no Brasil, Costa Rica, Uruguai e Bolívia, totalizando aproximadamente 100 grupos. 
Em 2000, o Paraguai, a Guatemala e Honduras formam seus primeiros Ecos, num montante de 158 grupos. Em 2001, a Nicarágua funda seu primeiro Ecoclube. Em 2002, a República Dominicana, o Peru e a Espanha inauguram os primeiros grupos, somando cerca de 330 grupos de Ecoclube. Em 2003 o movimento atinge países de El Salvador, Equador e México, totalizando 413 Ecoclubes constituídos. Atualmente os Ecoclubes existem em 23 países da América Latina, Europa e África, somando mais de 500 grupos.

## Missão
A missão dos Ecoclubes é melhorar a qualidade de vida da população.
O Ecoclube Valinhos Ambiental, desde sua fundação, adota o seguinte termo como objetivo:
Transformar a Política Pública no tocante ao Meio Ambiente, em busca da melhor qualidade de vida dos seres vivos.